# Kredytodawca
Kredytodawca – osoba fizyczna, prawna lub jednostka organizacyjna nieposiadająca osobowości prawnej, która udziela kredytobiorcy kredytu.
W polskich warunkach prawnych kredytodawcą może być:
- przedsiębiorca, który w zakresie swojej działalności gospodarczej lub zawodowej udziela lub daje przyrzeczenie udzielenia konsumentowi kredytu (w tym m.in. bank) – w przypadku kredytów konsumenckich w rozumieniu Ustawy o kredycie konsumenckim[1],
- bank – w przypadku pozostałych kredytów.

Bank będący kredytodawcą ma prawo do prowadzenia czynności związanych z oceną sytuacji finansowej i gospodarczej kredytobiorcy oraz kontroli wykorzystania i spłaty kredytu.